# 鹽亭文星廟
鹽亭文星廟位於四川省綿陽市鹽亭縣安家鎮鵝溪村五社，建於明代（梁上有大明隆慶元年等題記）。建築坐東北向西南，占地面積630平方公尺，呈長方形佈局，正殿面闊三間，通面闊12.3公尺，進深12.5公尺。前殿有垂帶式踏道十級，殿內有壁畫一幅，題為雍正四年（1726年）十一四日畫。抬粱式梁架，十櫞袱四棟屋，斗拱六朵前後有櫞袱搭牽，木結構歇山式頂，頂上覆蓋小青瓦。斗拱雖經歷代維修，仍保持原貌。前簷斗拱為六鋪作雙抄三下昂偷心造，出45。斜昂。昂為琴面昂，但昂尖處理為上卷，呈象鼻狀。文星廟大殿為單簷歇山式屋面，現蓋小青瓦，做民間脊式。文星廟為研究明代木構建築提供了實物資料，具有較高的歷史、科學，藝術價值。
2004年，鹽亭縣人民政府公佈的縣級文物保護單位。2012年7月16日公佈為第八批四川省文物保護單位。2019年10月7日公佈為第八批全国重点文物保护单位。